# Троекурово (Москва)
Троеку́рово, Хорошёво-Троекурово — бывшее село к западу от Москвы, на берегах реки Сетунь, вошедшее в состав города в 1960 году. В настоящее время территория относится к району Очаково-Матвеевское. От села и усадьбы сохранились пруды и каменная церковь Николая Чудотворца 1704 года постройки.

## История

### Рюрики
Впервые село Хорошёво — первое наименование местности — упомянуто в завещании Ивана Грозного в 1572 году. Хорошёво упоминалось в летописях Смутного времени. Однако известно, что местностью также владели Дмитрий Донской и Борис Годунов. Единственное упоминание из начала XVII века указывает, что владелец — Иван Годунов. После его смерти село перешло к вдове — Ирине Никитичне Романовой, сестре патриарха Филарета и тёте Михаила Фёдоровича Романова.

### Троекуровы

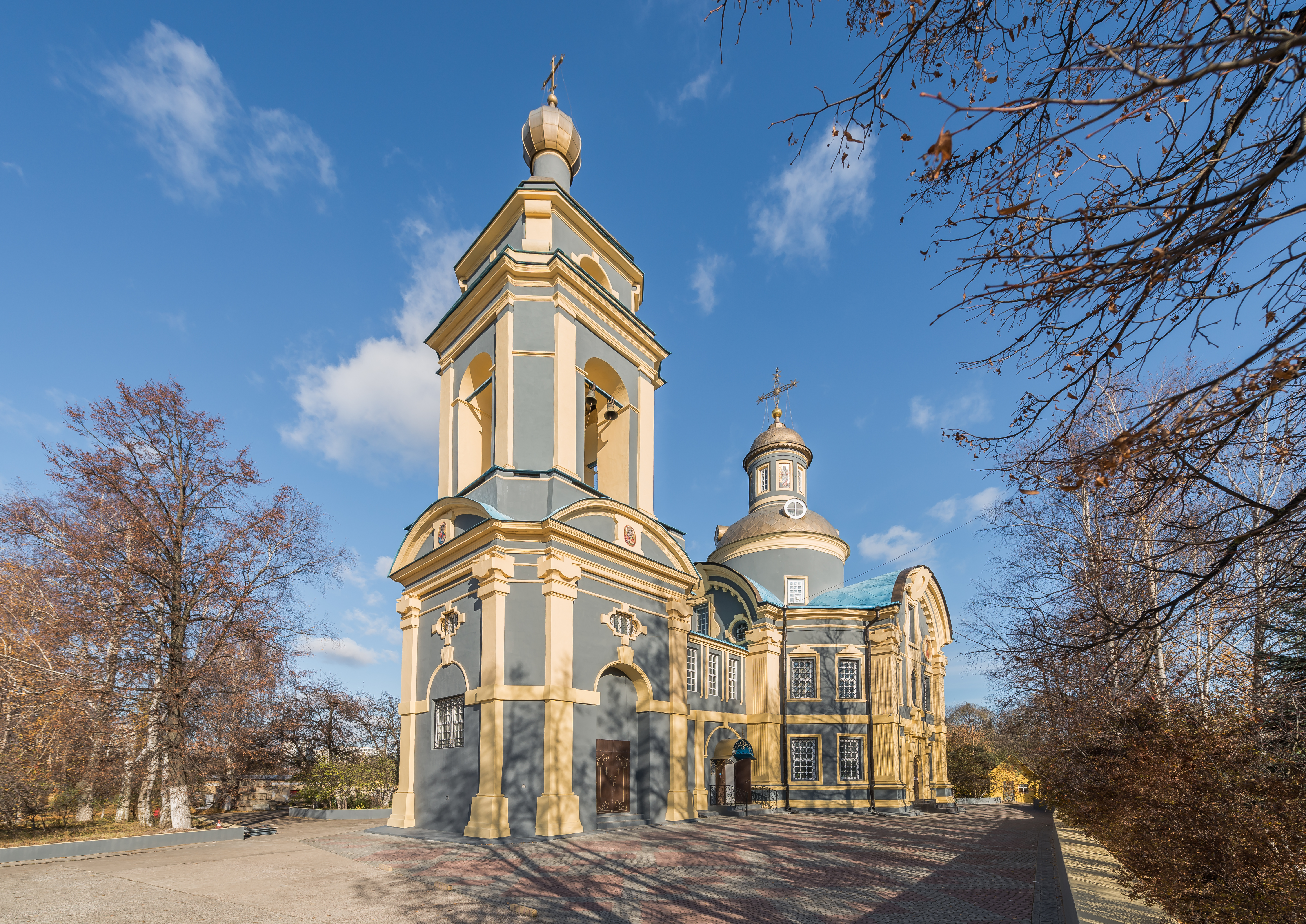
Церковь Николая Чудотворца в Троекурове, 2015

Название села Троекурово пошло от фамилии бояр, происходивших из рода Ростислава Смоленского. Первый владелец села из рода Троекуровых — Иван Фёдорович — был женат на Ирине Романовой. Вероятно, некоторое время село называли Хорошёво-Троекурово. Сохранилась писцовая книга № 689 от 1627 года, на 1583-м листе которой перечислялись «в поместий за князем Борисом Ивановичем Троекуровым» на речке Сетуни сельцо Хорошёво, а в нём «один двор его помещиков». К сельцу относилась «деревня Хламова, Харламова тож, а в ней 5 дворов крестьянских и 2 двора бобыльских, в них 10 человек» и ещё пустошь, «что бывало село Никольское» (по названию церкви). 30 мая 1644 года Борис Троекуров начал строить церковь Николы Чудотворца. Строительство завершилось в 1648-м.
В 1674 году село Хорошёво перешло сыну Бориса Троекурова — Ивану. В 1699 году он начал строительство новой церкви с придельным храмом и продолжал до смерти в ноябре 1703-го. Здание церкви отличается от остальных: использованы большие арки, использованы картуши и капители, а завершает здание купол с люкарнами. В 1706-м вдова Анастасия Васильевна довела до конца отделочные работы. Рядом с церковью находилось несколько строений, которые обветшали к 1740 году и были снесены.

### Салтыковы
У Троекуровых село находилось до середины XVIII века. Со смертью 27 июня 1740 года Алексея Ивановича, сына Ивана Борисовича, род Троекуровых прервался. В 1761-м владельцем числится генерал-аншеф Н. Ф. Соковнин, участник суда на Бироном. Потом единственная дочь Алексея Ивановича вышла замуж, и село перешло в собственность семьи Салтыковых. Салтыковы к 1745 году возвели в Троекурове колокольню, разбили парк, выкопали пруды и построили каменный арочный мост. Известно, что в 1773-м владельцем местности был граф Сергей Владимирович Салтыков, а в 1800-м — его брат.
Салтыковы уступили село светлейшему князю Григорию Потёмкину-Таврическому, а от него перешло к Зубовым почти на сто лет. От Александра Потёмкина усадьба досталась второму сыну — Николаю, потом село значилось за его женой Натальей Вороновой, урождённой Суворовой, которая жила там с детьми в летнее время. После её смерти село отошло сыну — графу Александру Николаевичу.
В XVIII веке в селе устроили конный завод, в XIX веке эти помещения использовали в качестве артиллерийских складов.
Именно рядом с этим селом во время войны 1812 года в 10 часов утра 2 сентября произошла встреча Наполеона с маршалом Иоахимом Мюратом, когда маршал сообщил: «Дорога на Москву свободна. Можно выступать».
В 1858—1862 годах в селе жил писатель Иван Лажечников. Он поставил деревянный дом на участке в 14 десятин (около 16 га) на берегу Сетуни, купив землю за 1875 рублей.
Писатель сам составил план дома, который он выстроил из могучих сосновых брёвен с высоким и светлым мезонином. Внутри буквально всё было предусмотрено Лажечниковым, указания простирались до последней заслонки.Воспоминания современника
Лажечников написал в Троекурове биографию, роман «Немного лет назад», трагедию «Опричник», после чего продал дом и уехал в Москву.
Промышленное развитие Москвы повлияло и на Троекурово: к 1884 году в селе существовала мельница на Сетуни, химический завод, но числился только один двор с 12 мужчинами и 3 женщинами. К 1890-му остатки усадьбы поделили между собой две владелицы.

### Советский период
После революции в Троекурове создали колхоз. В 1926-м в Троекурове значилось 13 дворов. В бывшей усадьбе создали кожевенный завод. Согласно книге 1955 года «Подмосковье», в середине XX века в усадьбе Троекурово ещё существовал деревянный, на каменных сводчатых подвалах, господский дом, построенный в начале XIX столетия. Внутри дома в парадных комнатах уцелели архитектурная разделка стен и живописный плафон в зале.
В середине 1950-х на территории бывшего села началось строительство жилых домов, а в 1960-м село вошло в состав Москвы.
С 1934 по 1992 годы церковь была закрыта. Несколько лет в ней находилось хранилище кинолент «Совэкспортфильма». В конце 1980-х здание отреставрировали, в 1991-м передали верующим, в настоящий момент это действующий храм.

## Галерея

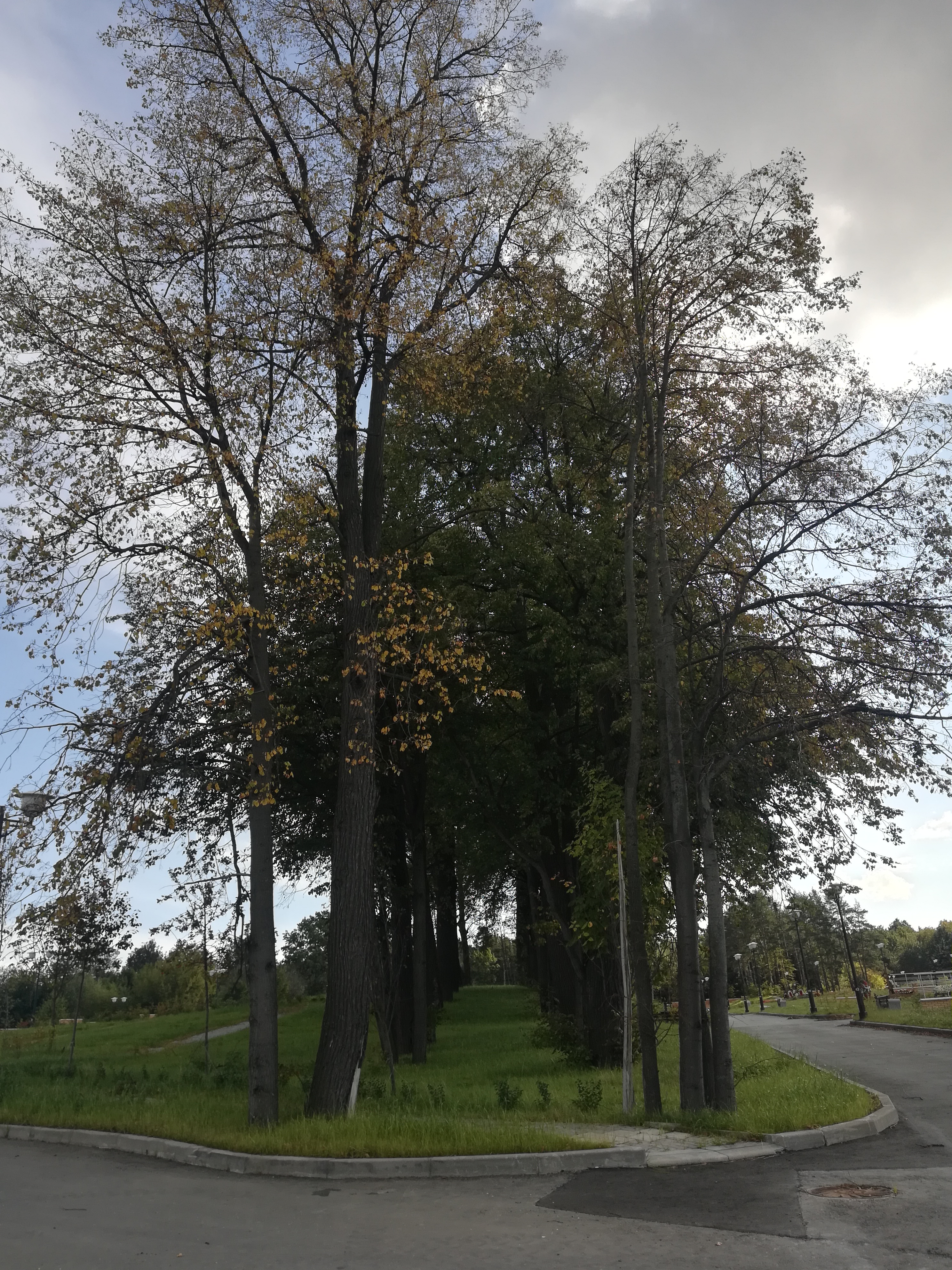
Аллея
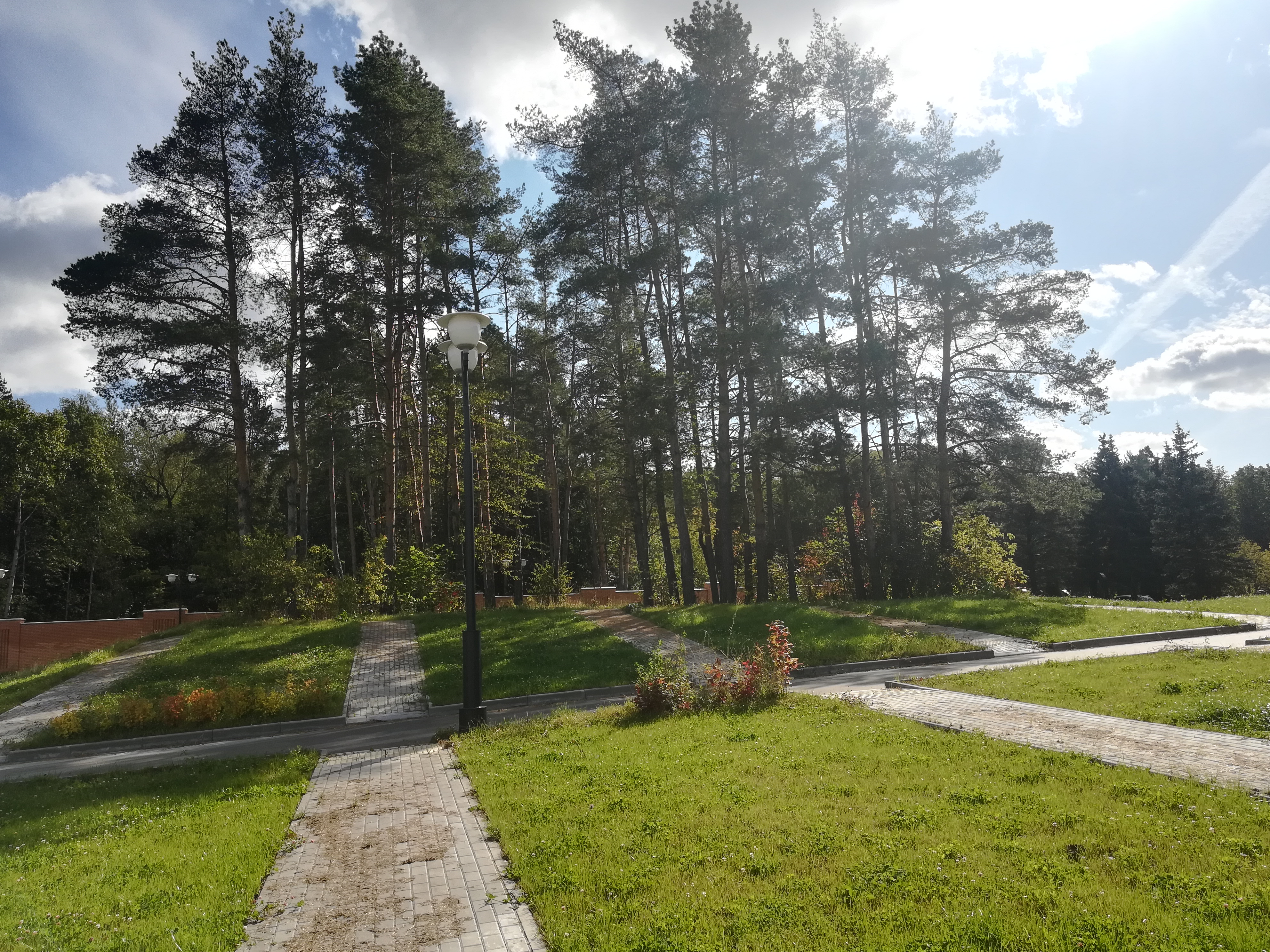
Место усадебного дома (?)
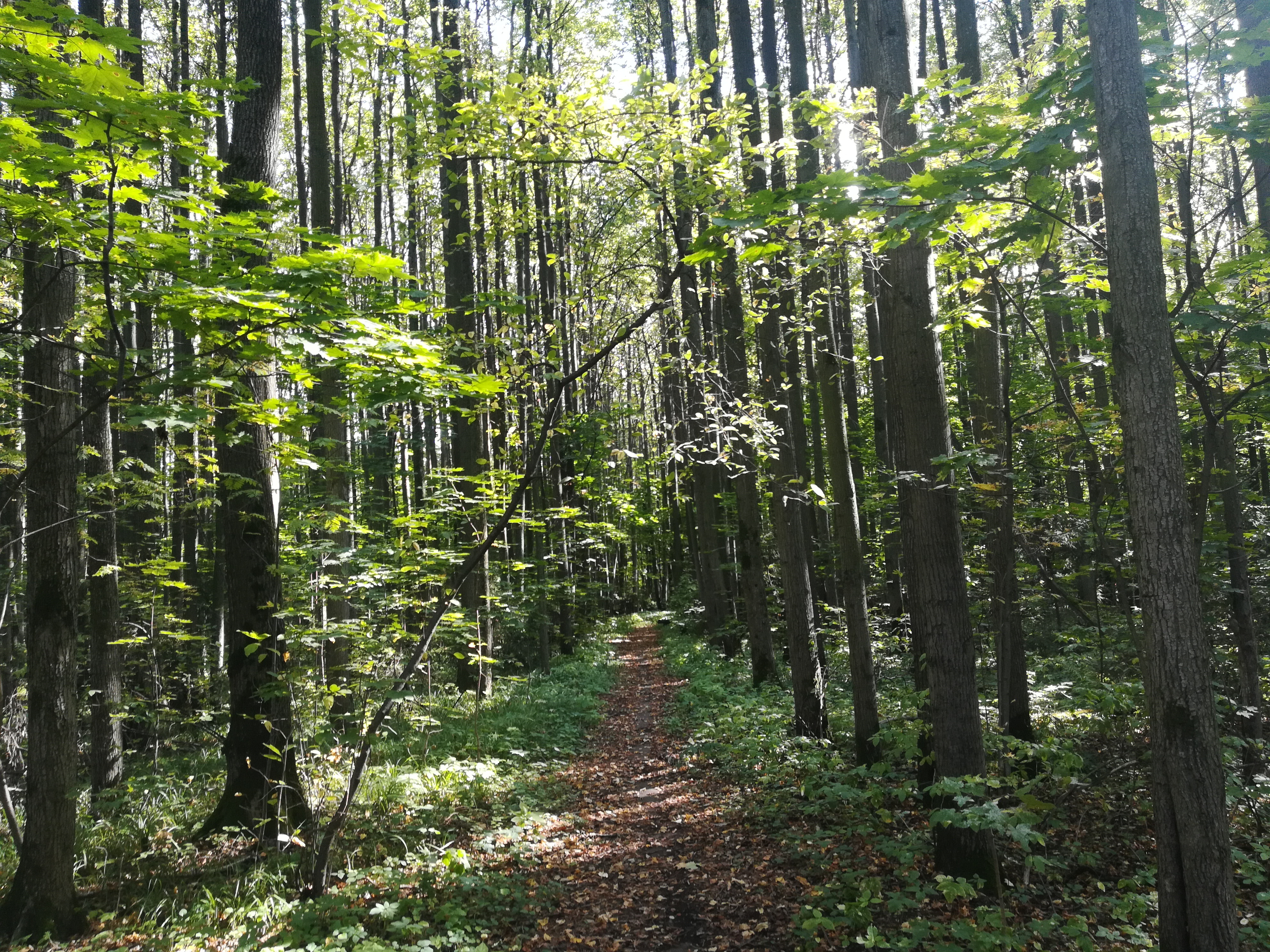
Аллея в парке
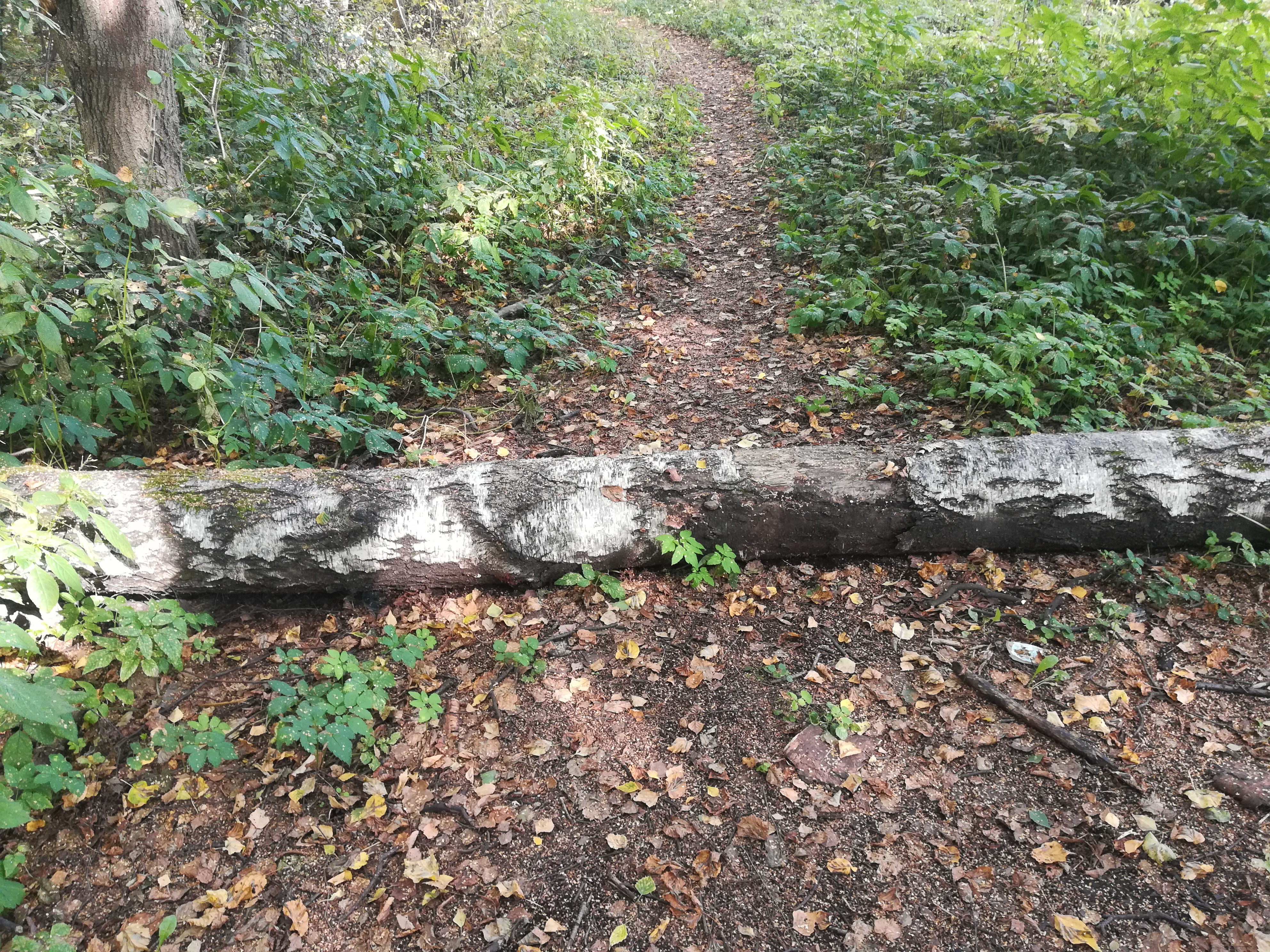
Запущенный парк
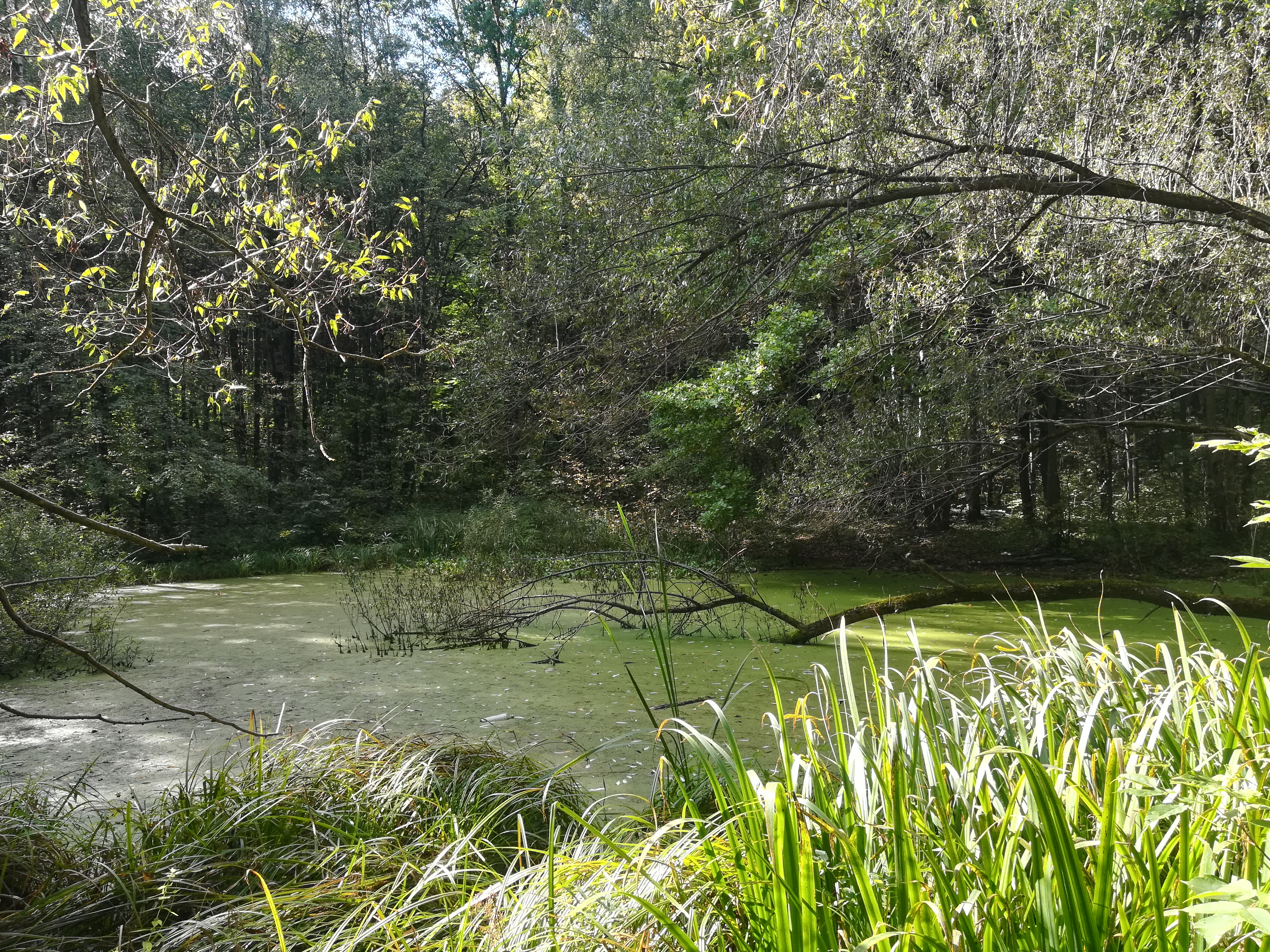
Запущенный пруд